# Adassa
 (mars 2018).
Si vous disposez d'ouvrages ou d'articles de référence ou si vous connaissez des sites web de qualité traitant du thème abordé ici, merci de compléter l'article en donnant les références utiles à sa vérifiabilité et en les liant à la section « Notes et références ».
Adassa, née le 5 février 1987 à Miami en Floride, est une chanteuse de reggaeton d'origine colombienne qui a grandi à Sainte-Croix dans les Îles Vierges américaines.

## Biographie
Enfant, elle chante dans les églises et écrit des poèmes dont l'un dédié à Martin Luther King. Adolescente elle enregistre un album de musique chrétienne avec sa mère et son frère, Chuly l'invite au sein du groupe Xtasy, produit par Don Candiani. Elle part au Texas enregistrer un album de Hip-Hop underground Down South, où elle aborde la violence domestique. Puis elle sort un deuxième album éponyme (Adassa) sur Hoodlum Records, un label indépendant. À Miami elle sort On The Floor, distribué dans tous les États-Unis.
Son agent la fait tourner avec Daddy Yankee, Lil' Flip, Pitbull, Ivy Queen, Don Omar, Lil’ Jon, Kevin Lyttle, Vico C, Baby Rasta y Gringo, Wisin y Yandel, Sasha (en), Baby Bash et Juvenile entre autres.
Elle sort ensuite l'album Kamasutra produit par Don Candiani, paru sur Universal Latino, avec certaines chansons en anglais, d'autres en espagnol, certaines en spanglish.
Elle a chanté en duo avec Tarkan (Bounce), Pitbull (Kamasutra), Tego Calderon, Roselyn Sanchez, et aussi sur le remix reggaeton réalisé par Don Candiani de 1,2 Step de Ciara et Missy Elliott.
En 2005 son single De Tra a atteint la 40e place des charts au Billboard, catégorie Latin Tropical.
En 2021 elle incarne Dolores Madrigal dans le film d'animation des studios Disney Encanto.
Ses influences : artistes de reggae dancehall et reggaeton tels que Beenie Man, Patra, Shabba Ranks, Elephant Man, Lady Saw, Shaggy, El General  et Vico C, artistes Hip-hop et R'n'B tels que Missy Elliott, Bone Thugs-N-Harmony, TuPac, Mary J. Blige, Mariah Carey et Boyz II Men.